# 메시에 5
M5 (NGC 5904)는 뱀자리에 있는 구상 성단이다. 1702년 독일의 천문학자 Gottfried Kirch에 의해 처음 발견되었고, 1762년 샤를 메시에가 독립적으로 재발견하였다. 1791년 윌리엄 허셜은 망원경으로 M5를 분해해 200 여개의 별들을 관측했다.
130억 년 정도 된 M5는 상당히 큰 구상 성단으로 반경이 약 80 광년이고 시직경이 17분이다. 지구로부터 약 24,500광년 떨어져 있으며 겉보기 등급은 +6.65등급이다. 많은 수의 변광성(105개)이 소속되어 있다.

## 같이 보기
- 메시에 천체